# 圣米迦勒堂 (迈林根)

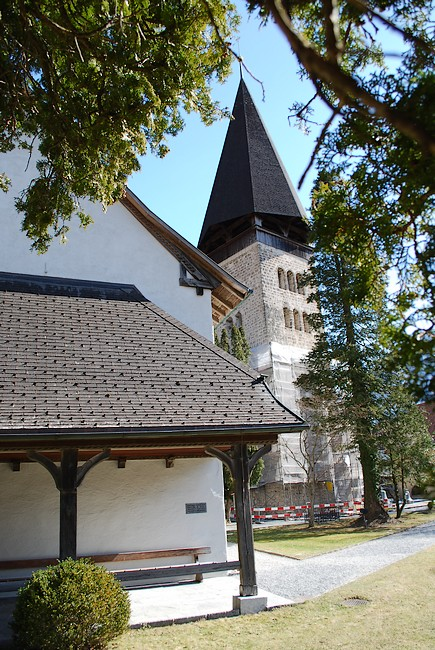
圣米迦勒堂

圣米迦勒堂（德语：Sankt Michaelskirche；法语：L'église Saint-Michel）是一座瑞士福音归正会教堂，位于瑞士伯尔尼州因特拉肯-上哈斯利区的小镇迈林根，它是当地最壮观的建筑之一。
关于该堂最早的文字记载是在1234年8月18日。在修复这座教堂期间进行的考古挖掘表明，在同一地点至少建造过三座教堂建筑。目前的建筑是由伯尔尼建筑师Abraham Dünz l'Aîné建于1683-1684年。除了教堂之外，这里还有钟楼、谷仓和牧师楼等重要建筑。圣米迦勒堂为保护建筑。

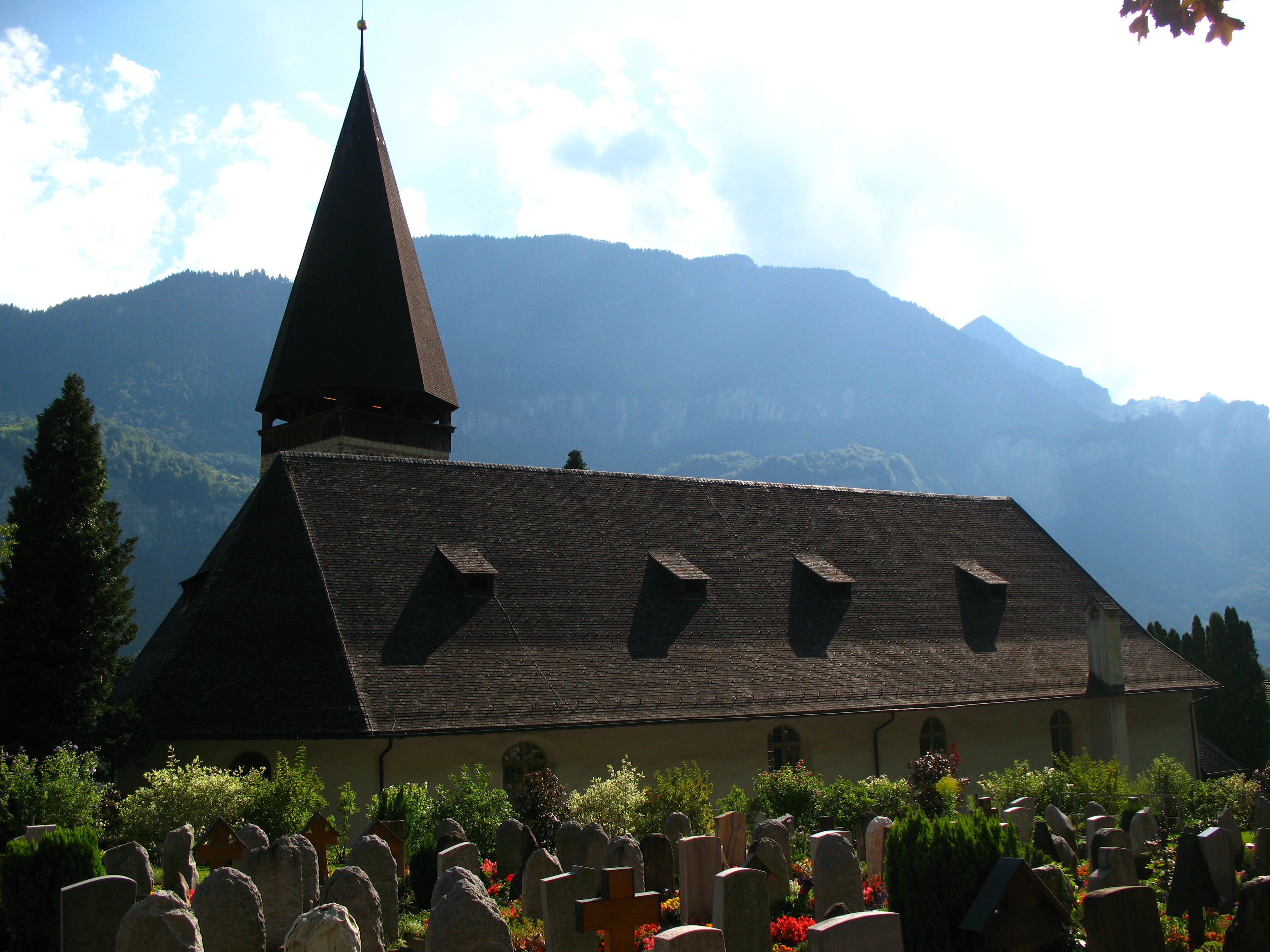
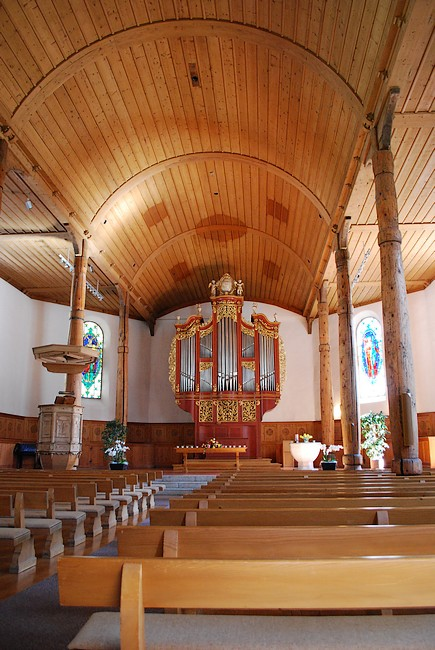
内部
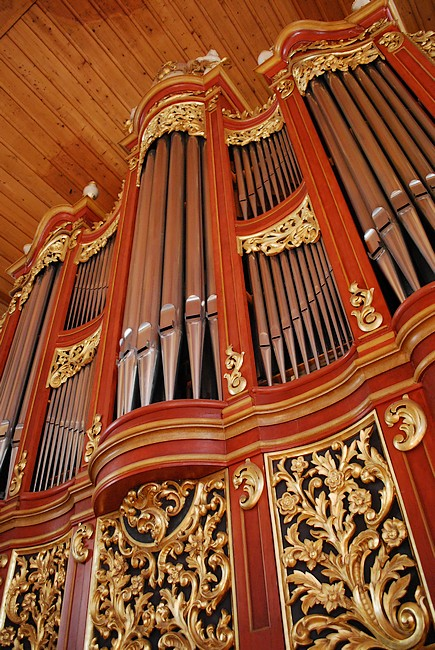
管风琴
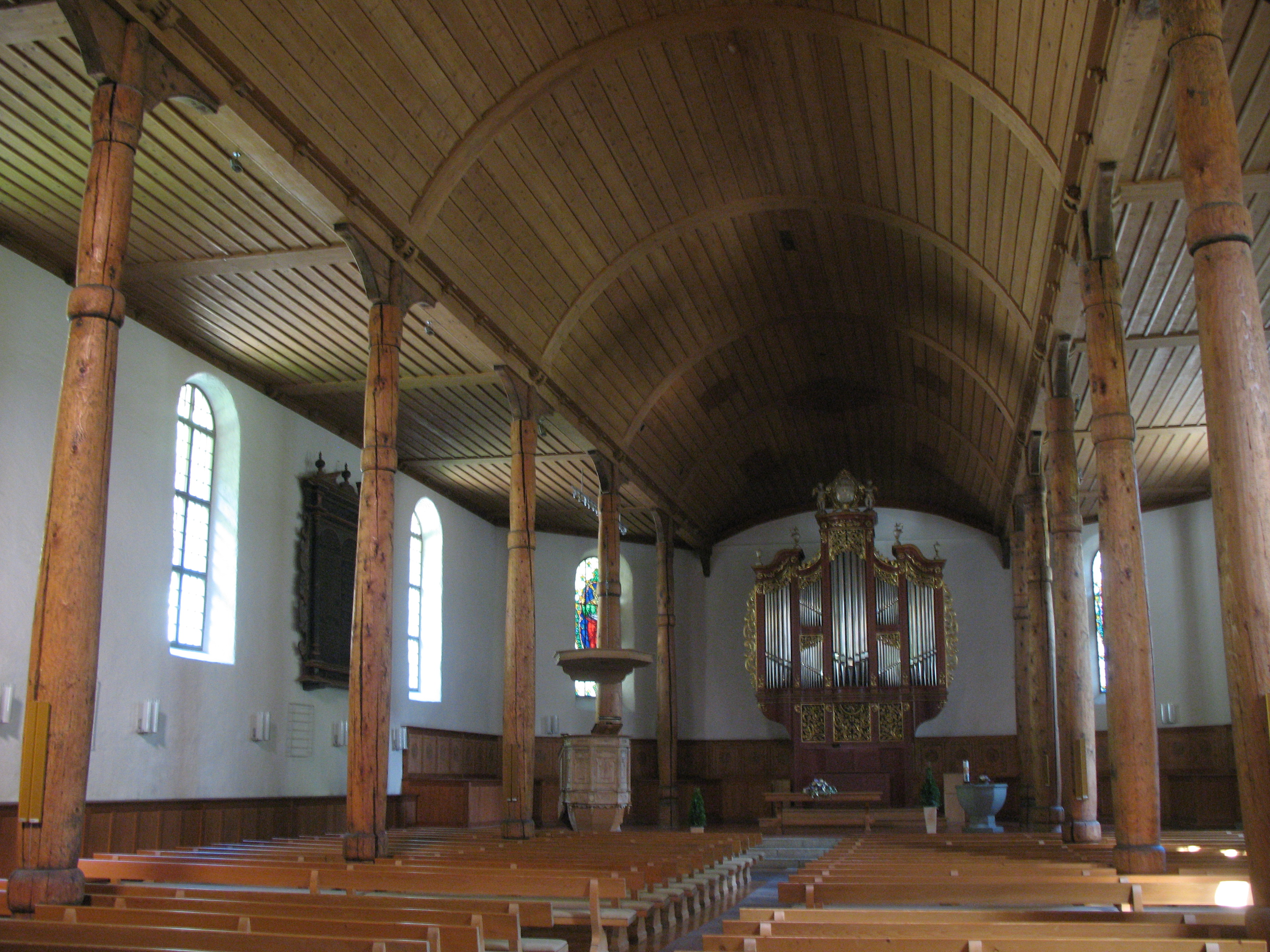
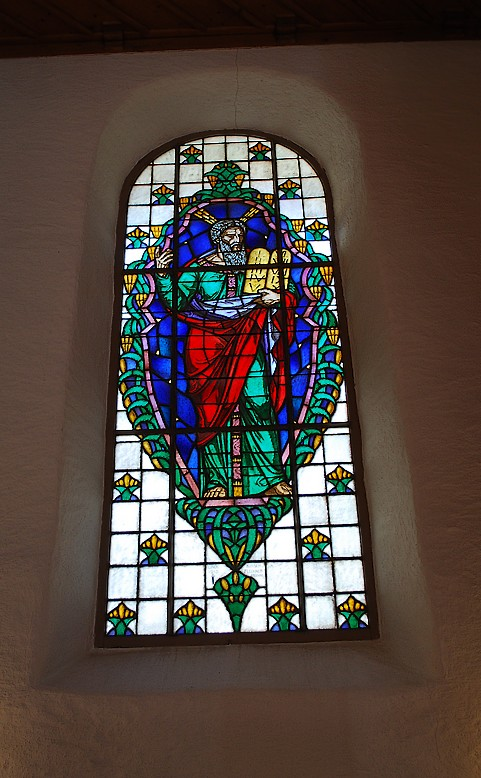
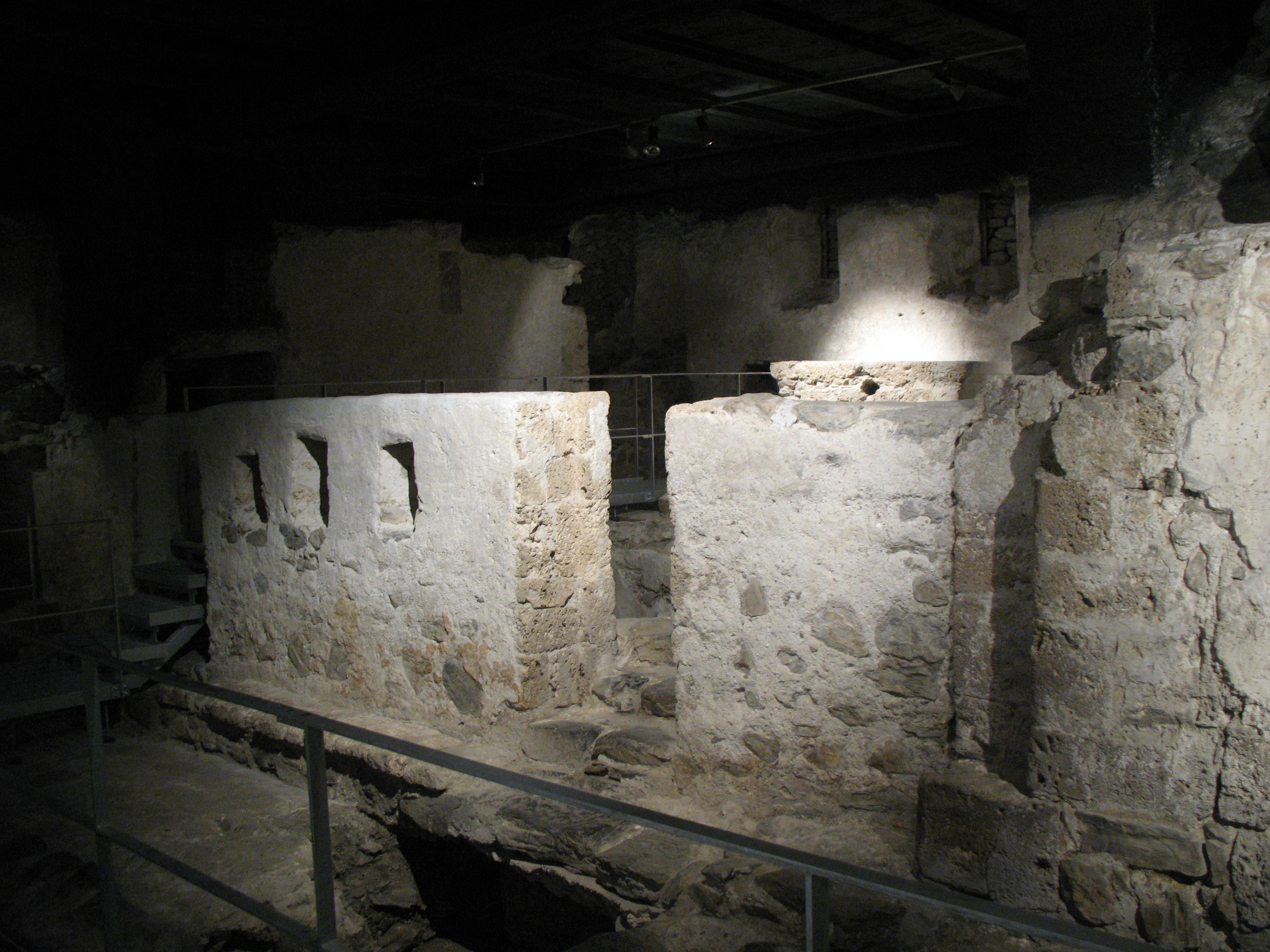